# Jan Albert van Eyken
Jan Albert van Eyken (* 29. April 1823 in Amersfoort; † 24. September 1868 in Elberfeld) war ein niederländischer Komponist und Organist.

## Leben
Jan Albert van Eykens Vater, Gerrit van Eyken, war Organist an der Grote Kerk in Amersfoort und erteilte ihm den ersten Unterricht. Von 1845 bis 1846 studierte er am Leipziger Konservatorium und wurde 1848 Organist an der Remonstrantenkirche in Amsterdam. Ab 1853 war er Organist an der Zuiderkerk in Rotterdam. Nach dem Tode des Elberfelder Organisten Johannes Schornstein erhielt er im April 1854 dessen Stelle als Organist der Reformierten Kirche in Elberfeld. Am 21. April 1854 gab er sein Abschiedskonzert in Rotterdam.
Zu seinen Bewunderern gehörte Robert Schumann, der ihn am 9. Dezember 1853 in Rotterdam hörte. An Joseph Joachim schrieb Schumann am 10. März 1855: „Er spielt ganz herrlich; in Rotterdam hab’ ich ihn gehört Fugen von Bach, auch BACH-Fugen [von Schumann], die erste und die letzte, auf einer Orgel, die ihm würdig war.“
Jan Albert van Eijken war der Bruder des Komponisten und Organisten Gerrit Jan van Eijken (1832–1879), der hauptsächlich in London tätig war.

## Werke (Auswahl)
- Drei Orgelsonaten, 1854
- Toccata und Fuge über BACH
- Orgeltranskription der Variations sérieuses op. 54 von Felix Mendelssohn Bartholdy (in Absprache mit dem Komponisten)[4]